# 별하늘 찾기 운동
별하늘 찾기 운동(dark-sky movement)은 광공해를 줄이기를 원하는 사람들에 의한 사회적인 운동으로, 사람들이 별을 볼 수 있게 하고 환경에의 부자연적인 영향을 줄이며, 에너지를 절약하는 것을 목적으로 한다.
이 운동은 전문 또는 아마추어 천문학자들이 도시 지역의 야간의 불빛으로 별하늘이 흐릿하게 보이게 되는 것을 경고함으로써 시작되었다. 예를 들면, 미국 로스앤젤레스의 그리피스 천문대는 낮에는 스모그, 밤에는 광공해로 천문학에는 소용이 없게 되었고, 세계적으로 유명한 팔로마 천문대는 관측 여건을 위협받고 있다.
이로부터 이 운동은 국제 어두운 밤하늘 협회(International Dark-Sky Association) 같은 단체와 함께 확산되었고, 또 다른 우려가 제기되었다. 예를 들면, 야간의 짐승들이 광공해로 해를 입을 수 있다는 것이다.
별하늘 찾기 운동의 주요 활동은 빛을 차단할 수 있는 조명의 사용을 권장하는 것이다. 이로부터 공공 장소에서의 상방으로의 빛을 대부분 또는 완전히 차단할 수 있다는 것이다. 또 다른 활동은, 지역 사회가 불빛에 대한 규정을 채택하도록 권장하는 것이다.

## 단체 목록
- International Dark-Sky Association
- Campaign for Dark Skies (영국)
- National Dark Sky Week (미국)
- CieloBuio (이탈리아)

## 같이 보기
- 광공해
- 전국밤하늘계속관찰